# Und ewig schweigen die Männer
Und ewig schweigen die Männer ist eine österreichisch-deutsche Fernseh-Tragikomödie aus dem Jahr 2008 unter der Regie von Xaver Schwarzenberger mit dem Kabarettisten Andreas Vitasek, Susanne Lothar, Sigrid Spörk, Daniela Golpashin und dem Liedermacher und Schauspieler Ludwig Hirsch in seiner letzten Rolle. Die Erstausstrahlung im Fernsehen erfolgte am 29. Dezember 2008 im ORF.

## Handlung
Finanzberater Theo Bretterer ist berufsbedingt viel unterwegs, während ihm seine Frau Dani den Haushalt führt und versucht, ihm stets alles recht zu machen. Als er an seinem 51. Geburtstag von einer Geschäftsreise zurückkehrt, gerät er in eine Krise. Er meint in seinem Leben etwas ändern zu müssen und besucht als erstes ein Fitnessstudio. Zu Hause wartet schon seine Familie auf ihn, um seinen Geburtstag zu feiern. Einziges Gesprächsthema ist jedoch nur das Alter und das Älterwerden, was Theo noch weiter in seine Krise treibt. Die Tatsache, dass er in einigen Monaten Großvater werden soll, fördert das Problem weiter.
Am nächsten Tag sagt er alle seine Firmentermine ab, doch anstatt sich um seine Frau zu kümmern, die sich in letzter Zeit sehr vernachlässigt fühlt, zieht er durch die Stadt und bleibt in einer Bar „hängen“. Hier lernt er die junge, attraktive Sandra kennen. Sandra ist schon länger auf der Suche nach einem finanzkräftigen Liebhaber und so nutzt sie ihre Chance. Sie nimmt den volltrunkenen Theo zunächst mit zu sich nach Hause, setzt ihn dann aber doch in ein Taxi, das ihn nach Hause bringt. Seine Frau begrüßt ihn nicht gerade sehr freudig, sondern macht ihm eine Szene. Auch in der Firma scheint man ihn als Chef kaum noch zu brauchen, weil eigentlich alles gut läuft. So setzt er seinen Stadtbummel vom Vortag fort und kauft sich ein Motorrad samt ordentlicher Bekleidung dazu. Seine Frau erwartet ihn abends zum Essen und versucht ein klärendes Gespräch zu führen, doch in der Konsequenz erklärt ihr Theo, dass er nicht reden will, sondern ausziehen würde. Dani ertränkt ihren Kummer im Alkohol und ruft ihre Tochter an, die ihr verspricht, sich um sie zu kümmern. Auch ein alter Jugendfreund würde sie gern trösten, was Dani aber ablehnt. Als ihre Mutter herausfindet, was mit der Ehe ihrer Tochter los ist, meint sie nur: „Der kommt schon wieder.“
Theo genießt derweil seine neue Freiheit und lädt Sandra zu einer Spritztour auf seinem Motorrad ein. Die Nacht und auch die nächsten Tage verbringen beide in einem noblen Hotel, was Sandra sehr genießt und bei Theo dazu führt sich vorübergehend um Jahre jünger zu fühlen. Er holt weitere Sachen von zu Hause und Dani befürchtet, dass sie ihren Mann an eine Jüngere verloren hat. Diesen Eindruck haben auch Theos Eltern, als er ihnen seine junge Freundin vorstellt. Seine Mutter will allerdings von dem „Flitscherl“ nichts wissen und auch sein Vater scheint wenig begeistert, was er Sandra auch schnell zeigt. Sie begreift, dass Theo es mit ihr nicht ernst meint und auch er wird ihrer nach diesen wenigen Tagen überdrüssig. Beide trennen sich wieder und Theo hat keinen Plan, wie er sein weiteres Leben gestalten will. Er geht zwar auf seine Frau zu und bietet ihr an, dass sie miteinander reden sollten, doch Dani lehnt ab.

## Produktion und Hintergrund
Gedreht wurde der Fernsehfilm unter dem Arbeitstitel Der Märchenprinz vom 6. November bis zum 7. Dezember 2007 in Wien. Im Film wird mehrfach das Lied Für immer jung von André Heller gespielt.

## Rezeption

### Einschaltquote
Die Erstausstrahlung von Und ewig schweigen die Männer erfolgte in Deutschland am 20. Mai 2009 und wurde von 3,03 Millionen Zuschauern gesehen. Der Film erreichte einen Marktanteil von 12,1 Prozent für Das Erste.

## Kritik
Bei tittelbach.tv wertete Rainer Tittelbach: „Trotz starker Hauptdarsteller und eines launigen Intermezzos des ehemaligen Traumpaars des deutschen Kinos, Nadja Tiller und Walter Giller, erreicht ‚Und ewig schweigen die Männer‘ nicht die Klasse vieler anderer Tragikomödien aus dem Hause Schwarzenberger.“ „Auch visuell und inszenatorisch zeigte sich Xaver Schwarzenberger schon inspirierter.“